# 只隈伸也
只隈 伸也（ただくま しんや、1963年7月22日 - ）は、日本の陸上競技選手。専門は中・長距離走種目。大東文化大学スポーツ・健康科学科教授。

## 略歴・人物
福岡県出身。北九州市立霧丘中学校→九州国際大学付属高等学校（旧 八幡大学附属高等学校）→九州電電→大東文化大学→女子栄養大学大学院修士課程修了。ヤクルト→仙台育英学園高等学校陸上競技部監督→大東文化大学陸上競技部コーチ、陸上競技部監督。2008年現在は陸上競技指導者を退任、大東文化大学スポーツ・健康科学科准教授。身長174 cm、血液型A型。
九州国際大学付属高等学校（旧 八幡大学附属高等学校）時代は九州地区でも負け無しの強さを発揮。なお、マラソン・駅伝解説者のニッポンランナーズ理事長金哲彦とは高校の同級生であり、箱根駅伝（ラジオ中継）、NHKデジタル総合にて2007年3月4日放送の第62回びわ湖毎日マラソン・世界陸上選手権代表選考会で一緒に解説を行った。高校卒業後、九州電電に就職して陸上競技を続けるが、当時大東文化大学陸上競技部の監督だった青葉昌幸にスカウトされて大東文化大学に入学。大学時代は東京箱根間往復大学駅伝競走大会（箱根駅伝）に1年（1985年）から4年（1988年）まで4年連続でエントリーされ、3年次（1987年、第63回大会）には区間賞も獲っている。この時、当時1号車解説だった大久保初男に対して、ガッツポーズを見せる余裕があった。3年次に「華の2区」で区間賞を獲った際には人気を集めた。
全日本大学駅伝にも1年から4年までエントリーされている。2年次（1986年）と3年次（1987年）には区間賞を受賞。
1987年（昭和62年）の関東学生陸上競技対校選手権大会では1,500m・5,000m・10,000m・ハーフマラソンと4種目制覇を達成している。大学卒業後はヤクルトに入社、国際大会の代表候補になったが故障のため出場は果たせずに現役を引退した。
引退後の1997年には仙台育英高校の陸上競技部監督に就任し、指導にあたった。1999年には母校・大東文化大学陸上競技部のコーチに就任し、青葉監督の下で後輩の指導にあたった。2000年には同大学陸上競技部監督に就任した。2008年を以って監督を退任。
2005年に新設された大東文化大学スポーツ・健康科学部の准教授として教鞭をとっている。

## 主な戦績
| 年度   | 回     | 区間 | 順位    | 時間          |
| ------ | ------ | ---- | ------- | ------------- |
| 1985年 | 第61回 | 3区  | 区間4位 | 1時間06分15秒 |
| 1986年 | 第62回 | 1区  | 区間3位 | 1時間04分29秒 |
| 1987年 | 第63回 | 2区  | 区間賞  | 1時間08分38秒 |
| 1988年 | 第64回 | 2区  | 区間6位 | 1時間11分37秒 |

| 年度   | 回     | 区間        | 順位    | 時間         |
| ------ | ------ | ----------- | ------- | ------------ |
| 1984年 | 第59回 | 1区(15.1km) | 区間4位 | 44分30秒     |
| 1985年 | 第60回 | 1区(15.1km) | 区間賞  | 44分26秒     |
| 1986年 | 第61回 | 3区(23.4km) | 区間賞  | 1時間10分8秒 |
| 1987年 | 第62回 | 2区(13.5km) | 区間2位 | 39分42秒     |

≪関東学生陸上競技対校選手権大会≫
- 1987年 第66回 4種目制覇
  - 1,500m 優勝 3分56秒04
  - 5,000m 優勝 14分36秒29
  - 10,000m 優勝 30分10秒09
  - ハーフマラソン 優勝 1時間15分

## 現役引退後

### 論文発表
『「大学体育自己点検・評価報告書」に見る本学保健体育教育の評価とスポーツ・健康科学部発足に伴う問題解決の方向性について』というタイトルで大東文化大学の他教授7名との共著による論文を発表した。これは「大東文化大学紀要：社会科学」Vol.44、2006年3月31日号に掲載された。

### 第84回箱根駅伝でリタイア
2007年12月10日に行われた第84回箱根駅伝の記者発表会にて「シード落ちを4回連続しているが、上位を目指して頑張りたい」と発言したが、第84回箱根駅伝最終日（2008年1月3日）、大東大9区の走者で3年生の住田直紀が脱水症状に陥り、只隈伸也が途中併走し体調を訊ねたが、鶴見中継所手前1.5 km付近で棄権し史上初の3校棄権となった。これに「悔しさは自分たちで晴らす」とコメントした。

## エピソード
- 2006年に発売された三浦しをん著書の箱根駅伝をテーマとした小説作品『風が強く吹いている』（新潮社、2006年9月初版、ISBN 978-4104541041）では作品協力を行なった。本作の執筆にあたって、三浦しをんは常連校の取材を重ねたため、本作の巻末謝辞内に「大東文化大学陸上競技部監督 只隈伸也さん」、「大東文化大学陸上競技部のみなさん」、「大東文化大学陸上競技部部長 青葉昌幸さん」と列記されている[6]。